# Paul Sachse
Friedrich Carl Paul Sachse (* 24. Oktober 1859 in Leipzig; † 4. Januar 1927 in Hamburg) war ein Kaufmann und Hamburger Senator.

## Leben

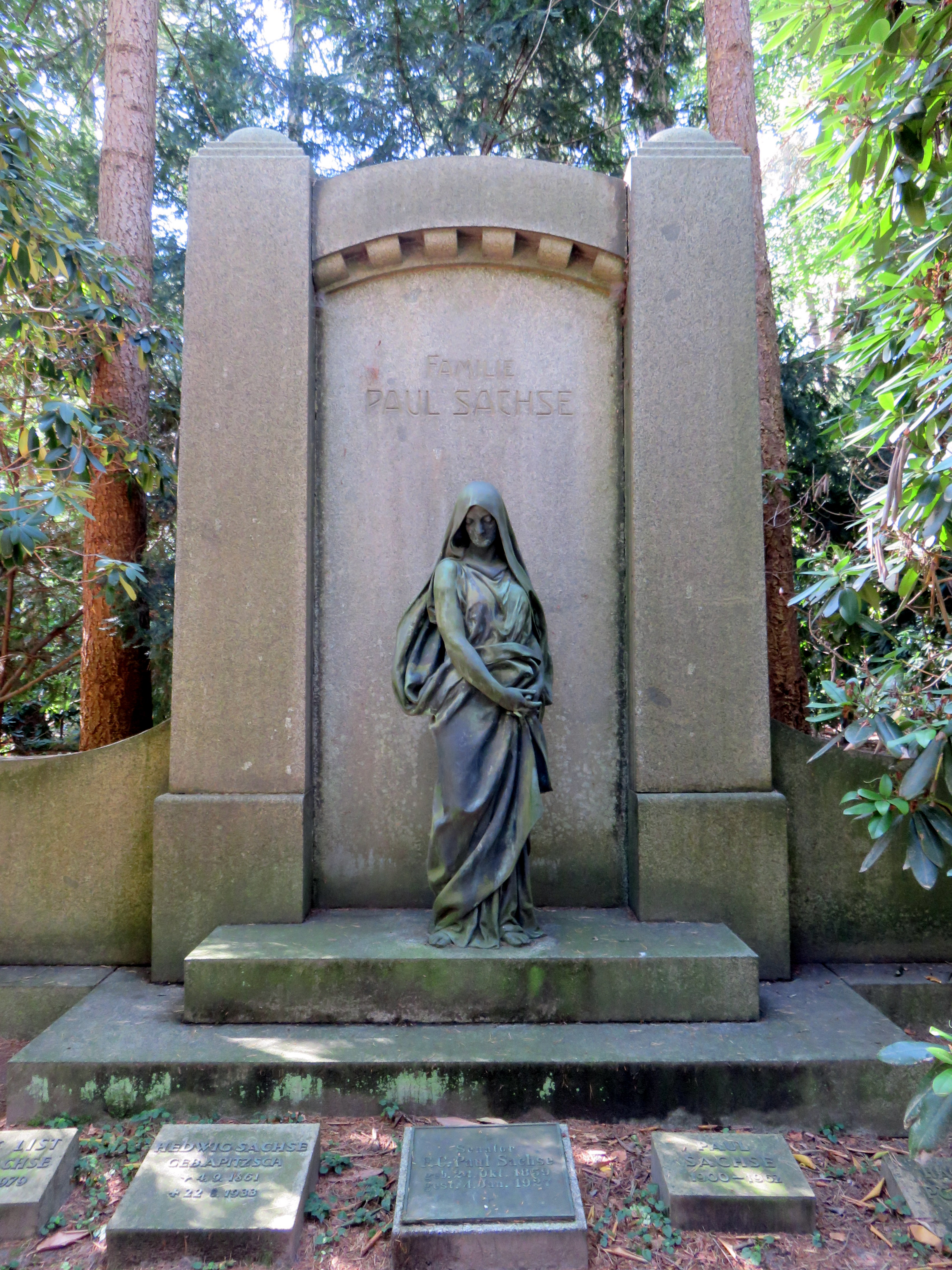
Kissenstein (Mitte vorn) für Senator Paul Sachse auf dem Friedhof Ohlsdorf

Nach seiner Schulzeit in Leipzig machte Sachse eine kaufmännische Ausbildung in Hamburg. Er wurde 1880 Angestellter der Firma Carlowitz & Co., für die er in deren Niederlassung in Kanton arbeitete. Er erlangte dort 1885 Prokura. In den folgenden Jahren wurde er
Teilhaber der Firma und war dann in Hongkong tätig, wo er nebenher das Amt eines niederländischen Konsuls bekleidete. 1901 kehrte er nach Hamburg zurück und übernahm die Leitung der Hamburger Filiale von Carlowitz & Co. Sachse trat als aktiver Teilhaber 1905 aus der Firma aus und wurde Kommanditist. Er wurde in den Vorstand der Handelskammer gewählt und wirkte ehrenamtlich als Handelsrichter, bevor er 1908 in die Hamburgische Bürgerschaft gewählt wurde. Dort schloss er sich der Fraktion der Rechten an. Er war unter anderen in die Finanzdeputation und in der Deputation für Handel und Schifffahrt tätig. Er gehörte der Bürgerschaft bis zu seiner Wahl in den Senat am 9. Januar 1914, an Stelle des ausgeschiedenen Senator Gottfried Holthusen an. Zum 28. März 1919 schied er aus dem Senat aus. Sachse, der dem kaufmännischen Beirat des Hamburger Kolonialinstitut angehörte, war als entschiedener Gegner der Gründung einer Hamburger Universität bekannt. Er wirkte außerdem als Vorstandsmitglied des Ostasiatischen Vereins Hamburg und war Aufsichtsratsvorsitzender der Aktiengesellschaften Janus Versicherungen AG, New-York Hamburger Gummi-Waaren Compagnie und der Waren Kreditanstalt Hamburg.
Auf dem Friedhof Ohlsdorf in Hamburg befindet sich bei Planquadrat P 24 nördlich vom Wasserturm auf der Familiengrabstätte ein Kissenstein für Senator Paul Sachse.